# Algemeen Nederlands Persbureau
Het Algemeen Nederlands Persbureau BV (ANP) is het grootste Nederlandse persbureau.
Dagelijks levert het ANP ruim 250 nieuwsberichten aan vrijwel alle Nederlandse media en dagelijks zijn er 50.000 nieuwe foto's beschikbaar in de beeldbank. Het persbureau verzorgt daarnaast dagelijks tientallen radio-uitzendingen en fotoreportages. Het digitale beeldarchief van ANP Foto omvat 100 miljoen foto's. Sinds 2018 is ook het foto-archief van fotobureau Hollandse Hoogte onderdeel van het ANP.
Naast het leveren van nieuws aan (nieuws)media verzorgt het ANP ook verschillende communicatie- en PR-diensten voor Nederlandse bedrijven.
Het ANP is sinds 2018 gevestigd in het World Trade Center in Den Haag en heeft daarnaast redacties in Amsterdam (economie en stad), Den Haag (politiek) en Brussel (politiek). Het persbureau heeft ruim 250 medewerkers in dienst, onder wie 160 journalisten, en gebruikt daarnaast nieuws en foto's van internationale persbureaus en correspondenten. In Nederland vertegenwoordigt het ANP onder andere de persbureaus Agence France Presse (AFP), Deutsche Presse-Agentur (DPA), Associated Press (AP), Reuters en Belga (België). Sinds 29 oktober 2008 is er een databank online waarin alle ANP-radiobulletins vanaf 1937 zijn op te zoeken.

## Geschiedenis
In de beginjaren van de radio in Nederland werd de nieuwsvoorziening verzorgd door het Persbureau M.S. Vaz Dias. De Nederlandse dagbladen maakten zich in die tijd zorgen over het feitelijke monopolie dat de grote particuliere persbureaus hadden, en streefden naar het opzetten van een nationaal persbureau zoals dat in vele andere Europese landen gebruikelijk was. Daarop werd op 11 december 1934 de stichting Algemeen Nederlands Persbureau opgericht door de Nederlandse Dagbladpers (NDP), waarin toen 92 kranten verenigd waren.
Ook heeft het ANP een samenwerkingsverband met een aantal andere persbureaus, de G39. De G39 werd opgericht in 1939, vlak voor de Tweede Wereldoorlog. Leden van de G39 zijn onder meer Oostenrijk (APA), België (Belga), Denemarken (Ritzau), Finland (STT), Nederland (het ANP), Noorwegen (NTB), Zweden (TT) en Zwitserland (SDA/ATS). Tijdens de Duitse bezetting van Nederland kan het ANP, net als alle andere media, zijn onafhankelijkheid niet handhaven. In 1940 komt het ANP dan ook in handen van de Duitse bezetter. Het mag geen ‘Duitsland-vijandige berichten’ verspreiden en moet alle joodse medewerkers ontslaan.
De stichting ANP wordt in 2001 een BV en in 2003 kocht NPM Capital, de participatiemaatschappij van het familiebedrijf SHV, een belang van 70 procent in het persbureau van onder meer de krantenuitgevers PCM Uitgevers, Telegraaf Media Groep en Wegener. De investeerder verkocht in 2004 daarvan 15 procent weer door aan investeringsmaatschappij Halder, een dochter van de Gewestelijke Investeringsmaatschappij voor Vlaanderen (GIMV). NPM gunde het management van het ANP een belang van 10 procent.
In 2007 stapten de Nederlandse dagbladuitgevers uit het ANP en verkochten zij hun resterende belang van 30 procent aan NPM, Halder en de leiding van het persbureau. De belangen van NPM en Halder kwamen hierdoor ieder op 43,75 procent. Het management van het ANP hield daarna een belang van 12,5 procent. Op 28 mei 2010 nam Vereniging Veronica, via investeringstak V-Ventures, alle aandelen van het ANP over.
In maart 2018 werd het ANP onderdeel van Talpa Network, het mediabedrijf van John de Mol. Vlak daarna nam het ANP het fotobureau Hollandse Hoogte over, wat zorgde voor een collectie van bijna 100 miljoen foto's. In mei 2021 kocht maatschappelijk investeerder Chris Oomen het ANP van Talpa. In december 2021 kocht het ANP datapersbureau LocalFocus. Het LocalFocus-platform is nu onderdeel van het ANP. Daarnaast is met de komst van LocalFocus de data- en graphicsredactie uitgebreid.
In 2022 lanceerde het ANP een nieuw zakelijk label: ANP Business. Dit label staat los van de onafhankelijke redactie en ondersteunt organisaties bij het bereiken van media, het maken van content en het monitoren van nieuws en informatie.